# 阴阳联络线
阴阳联络线是穿越本州并连接山阳地区和山阴地区的线路的总称。

## 定义
横贯中国地区的中国山地将其分为日本海一侧和濑户内海一侧两部分。濑户内海一侧称为山阳地区，而日本海一侧称为山陰地区。因此，中国地区有时也被称为“阴阳”。
由于山阳地区有很多大城市，并且山阳和山阴之间有一定的人员流动。 在中国地区意为连接山阳和山阴的“阴阳联络”一词由来已久，在1918年12月17日出版的大阪朝日新闻广岛山口版中就已出现“阴阳联络线”这样的记载。此外，各种交通相关文件中也使用“阴阳联络接”一词，“阴阳联络自动车道”也被纳入第四次国家综合发展规划中。
“阴阳联络”这一词解释了线路的使命，如在铁路系统中有“阴阳联络铁路”，在公交系统中有“阴阳联络巴士”这样的应用。